# Shelsley Beauchamp
Shelsley Beauchamp lub Great Shelsley – wieś i civil parish w Anglii, w Worcestershire, w dystrykcie Malvern Hills. W 2011 civil parish liczyła 192 mieszkańców.